# Alpine (New Jersey)
Pour les articles homonymes, voir Alpine.
Alpine est un borough situé dans le comté de Bergen dans l'État du New Jersey aux États-Unis. Au recensement de 2020, sa population est de 1 762 habitants.

## Géographie
Le borough a une superficie totale de 23,89 km2, dont 16,58 km2 de terre et 7,31 km2 d'eau (30,61 %).
Alpine est limitrophe de Closter , Cresskill , Demarest , Norwood , Rockleigh et Tenafly dans le comté de Bergen. De l'autre côté de l'Hudson , l'arrondissement est limitrophe du Bronx à New York, et dans le comté de Westchester , de la ville de Yonkers et du village de Hastings-on-Hudson. Au nord de la frontière de l'État de New York, le burough est limitrophe du hameau de Tappan dans le comté de Rockland,,.

## Histoire
Alpine est créée par une loi de l'Assemblée législative du New Jersey le 8 avril 1903, à partir de portions du Harrington Township (en). Le borough acquiert une partie de Cresskill en 1904. Le nom du borough est donnée par l'épouse du journaliste Charles Nordhoff, qui trouvait que le cadre rappelait les Alpes suisses,.

## Population
Selon le recensement de 2020, Alpine compte 1 762 habitants, 516 ménages et 676 unités d'habitations. Au recensement de 2010, le borough comptait 1 849 habitants, 529 ménages et 670 unités d'habitations.

## Économie
En 2024, PropertyShark classe Alpine comme le 24e code ZIP le plus cher des États-Unis avec un prix de vente médian de 3 317 000 $. Sur la base des données de l'American Community Survey (en) 2006-2010, le borough avait un revenu par habitant de 107 604 $, se classant deuxième dans l'État.
En 2012, Forbes classe Alpine comme le code ZIP le plus cher des États-Unis avec un prix médian des habitations de 4,25 millions de dollars. Le borough était classé 4e, par le même magazine, en 2010 avec un un prix médian de 3,8 millions de dollars et 1er en 2009 à égalité, avec Greenwich, Connecticut, avec un prix médian de 4,14 millions de dollars. Alpine est à égalité avec Greenwich en 2006 et 2007 sur la liste des codes postaux les plus chers d'ABC News, avec un prix de vente médian de 3,4 millions de dollars.

## Monuments
Le quartier historique d'Upper Closter-Alpine est inscrit au registre national des lieux historiques depuis le 8 mai 1985. Hameau rural construit à la fin du XIXe siècle et au début du XXe siècle, le quartier a gardé son ambiance des années 1930 et comprend l'église communautaire du style néogothique, le magasin J. Du Bois de style Second Empire et des maisons construites dans les années 1920,.
La William A. Wittmer Lustron House (en) est une maison Lustron construite en 1949. Elle est inscrite au Registre national des lieux historiques le 25 juillet 2000, pour son importance architecturale et industrielle. Elle est une des trois maisons de ce style située dans le comté.
La Blackledge–Kearney House (en) est une maison construite en pierre vers 1760. Elle est connue pour avoir accueilli le quartier général de Charles Cornwallis lors de sa traversée de l'Hudson pendant la bataille de Fort Lee (en), le 19 novembre 1776, mais cette assertion est remise en cause par les recherches historiques récentes. Elle est ajoutée au Registre national des lieux historiques le 24 juillet 1984.
Alpine abrite également la tour Armstrong (en) construite par Edwin Howard Armstrong après que RCA l'a expulsé de l'Empire State Building. La station FM expérimentale d'Armstrong, W2XMN, a utilisé différentes fréquences pour émettre depuis la tour, d'abord sur 42,8 MHz, puis sur 44,1 MHz et enfin sur 93,1 MHz dans la bande FM moderne. Le bâtiment du laboratoire et la tour existent toujours. D'une hauteur de 122 mètres, elle abrite de nombreux utilisateurs de radio bidirectionnelle, une station FM moderne, WFDU de l'université Fairleigh-Dickinson et, des émetteurs de secours pour plusieurs stations de télévision de New York. Elle sert de tour principale pour les stations après les attentats du 11 septembre 2001 qui ont détruit le World Trade Center.